# UNBELIEVABLE
『UNBELIEVABLE』（アンビリーバブル）はKEY WEST CLUBのシングル、及びアルバム。

## シングル収録曲
1. UNBELIEVABLE
作詞:高樹沙耶 作曲:織田哲郎 編曲:明石昌夫
2. LAST SUMMER DAYS
作詞:小田佳奈子 作曲:栗林誠一郎 編曲:池田大介

## アルバム内容
10曲中5曲は小田佳奈子の作詞＋葉山たけしの編曲による楽曲。タイトル曲は織田哲郎、高樹沙耶が唯一、このユニットの曲を制作した作品であるが、最後のオリジナルアルバムとなってしまった。

### アルバム収録曲
1. september tears
作詞:小田佳奈子 作曲:宝仙明伽音 編曲:葉山たけし
2. coconuts heaven
作詞:小田佳奈子 作曲:宝仙明伽音 編曲:葉山たけし
3. UNBELIEVABLE
（シングル欄参照）
4. Silent Beach
作詞:小田佳奈子 作曲:川島だりあ 編曲:池田大介
5. TRUE LOVE
作詞・作曲:宝仙明伽音 編曲:寺尾広
6. Ticket to the lonliness
作詞:小田佳奈子 作曲:多々納好夫 編曲:葉山たけし
7. LOVE・Secret Version
作詞:小田佳奈子 作曲:多々納好夫 編曲:葉山たけし
8. 真夏のsolitude
作詞:小田佳奈子 作曲:宝仙明伽音 編曲:池田大介
9. 夏色のロマンス
作詞:森山翔 作曲:日置達 編曲:葉山たけし
10. Tropical heart
作詞:小田佳奈子 作曲:日置達 編曲:葉山たけし

## 参加ミュージシャン
- 小野塚晃 from DIMENSION - キーボード
- 増崎孝司 from DIMENSION - ギター
- 鈴木英俊 - ギター
- 渡辺直樹 - ベース
- 勝田かず樹 form DIMENSION - サックス
- 栗林誠一郎 - コーラス
- 牧穂エミ - コーラス
- 大黒摩季 - コーラス